# Michael Stich
Michael Stich (Pinneberg, 18 de outubro de 1968) é um ex-tenista profissional alemão.
Stich fez sua melhor temporada no circuito da ATP em 1991, quando venceu em simples o Grand Slam de Wimbledon. Foi campeão em duplas do Grand Slam de Wimbledon de 1992, jogando ao lado de John McEnroe.
Em 1993, ele venceu o Masters (ATP Tour World Championship), atual ATP World Tour Finals.Ainda em 1993, ganhou a Copa Davis com a Alemanha. Jogando ao lado de Boris Becker, ele ganhou em duplas o torneio de tênis dos Jogos Olímpicos de 1992.
Foi finalista dos Grand Slam de Roland-Garros em 1996 e US Open em 1994. E semifinalista do Open da Austrália de 1993. E chegou a ser n° 2 em simples do ranking mundial masculino no ano de 1993.

## Grand Slam finais

### Simples: 3 (1–2)
| Posição | Ano  | Campeonato    | Piso   | Oponente           | Placar                  |
| ------- | ---- | ------------- | ------ | ------------------ | ----------------------- |
| Campeão | 1991 | Wimbledon     | Grama  | Boris Becker       | 6–4, 7–6(7–4), 6–4      |
| Vice    | 1994 | US Open       | Duro   | Andre Agassi       | 1–6, 6–7(5–7), 5–7      |
| Vice    | 1996 | Roland Garros | Saibro | Yevgeny Kafelnikov | 6–7(4–7), 5–7, 6–7(4–7) |

### Duplas: 1 (1–0)
| Posição | Ano  | Campeonato | Piso  | Parceiro     | Oponentes                 | Placar                              |
| ------- | ---- | ---------- | ----- | ------------ | ------------------------- | ----------------------------------- |
| Campeão | 1992 | Wimbledon  | Grama | John McEnroe | Jim Grabb Richey Reneberg | 5–7, 7–6(7–5), 3–6, 7–6(7–5), 19–17 |

## Olimpíadas Duplas Finais
| Posição | Ano  | Campeonato | Piso   | Parceiro     | Oponentes                  | Placar                       |
| ------- | ---- | ---------- | ------ | ------------ | -------------------------- | ---------------------------- |
| Ouro    | 1992 | Barcelona  | Saibro | Boris Becker | Wayne Ferreira Piet Norval | 7–6(7–5), 4–6, 7–6(7–5), 6–3 |

## Masters Series finais

### Simpes: 3 (2–1)
| Posição | Ano  | Campeonato | Piso     | Oponente         | Placar                       |
| ------- | ---- | ---------- | -------- | ---------------- | ---------------------------- |
| Vice    | 1992 | Hamburgo   | Saibro   | Stefan Edberg    | 7–5, 4–6, 1–6                |
| Campeão | 1993 | Hamburgo   | Saibro   | Andrei Chesnokov | 6–3, 6–7(1–7), 7–6(9–7), 6–4 |
| Campeão | 1993 | Estocolmo  | Duro (i) | Goran Ivanišević | 4–6, 7–6(8–6), 7–6(7–3), 6–2 |

### Doubles: 3 (1–2)
| Posição | Ano  | Campeonato  | Piso   | Parceiro       | Oponentes                   | Placar        |
| ------- | ---- | ----------- | ------ | -------------- | --------------------------- | ------------- |
| Vice    | 1990 | Hamburgo    | Saibro | Udo Riglewski  | Sergi Bruguera Jim Courier  | 6–7, 2–6      |
| Campeão | 1992 | Monte Carlo | Saibro | Boris Becker   | Petr Korda Karel Nováček    | 3–6, 6–1, 6–4 |
| Vice    | 1992 | Hamburgo    | Saibro | Carl-Uwe Steeb | Sergio Casal Emilio Sánchez | 7–5, 4–6, 3–6 |

## Resultados em torneios do Grand Slam (simples)
| Torneio           | 1997 | 1996 | 1995 | 1994 | 1993 | 1992 | 1991 | 1990 | 1989 |
| ----------------- | ---- | ---- | ---- | ---- | ---- | ---- | ---- | ---- | ---- |
| Open da Austrália | 2r   | -    | 3r   | 1r   | SF   | QF   | 3r   | 3r   | -    |
| Roland-Garros     | -    | F    | 4r   | 2r   | 4r   | 3r   | SF   | 2r   | 2r   |
| Wimbledon         | SF   | 4r   | 1r   | 1r   | QF   | QF   | V    | 3r   | 1r   |
| US Open           | -    | 2r   | 4r   | F    | 1r   | 2r   | QF   | 2r   | 1r   |